# Frederik Moltke Bugge
Frederik Moltke Bugge, född den 23 september 1806 i Trondhjem, död den 9 juli 1853 i Bergen, var en norsk filolog och skolman, son till Peter Olivarius Bugge, far till Wilhelm Bugge.
Bugge blev 1833 rektor vid högre elementarläroverket i sin födelsestad, men nödgades 1851 taga avsked från denna befattning. Både som filolog och pedagog utvecklade han en betydande litterär verksamhet. Åren 1836-37 företog han på offentlig bekostnad en resa till Tyskland och Frankrike för att studera skolväsendet, och 1839 utgav han ett särdeles grundligt och pålitligt arbete med titeln Det offentlige skolevæsens forfatning i adskillige tydske stater, tilligemed idéer til en reorganisation af det offentlige skolevæsen i kongeriget Norge. Sedermera var han medlem av en kunglig kommission, som behandlade Norges undervisningsväsen.